# Jair Cunha
Pour les articles homonymes, voir Paulinho (homonymie).
Jair Paula da Cunha Filho, couramment appelé Jair Cunha, né le 7 mars 2005 à Orlândia au Brésil, est un footballeur brésilien qui évolue au poste de défenseur central à Nottingham Forest.

## Carrière

### En club
Il rejoint le Santos FC en 2016 à l'âge de 10 ans. Le 22 juin 2022, il signe jusqu'au juin 2025 et il commence à s'entraîner avec la première équipe. Il fait ses débuts professionnels le 9 novembre lors d'un match de championnat gagné 1-0 sur la pelouse de Goiás en entrant en cours du jeu à la place de Marcos Leonardo.
Le 10 février 2025, le Botafogo FR annonce le recrutement de Jair Cunha pour un contrat de 4 ans.
Quatre mois seulement après sa signature avec Botafogo, il signe avec Nottingham Forest, en Angleterre, pour cinq saisons.
Acheté pour 14 millions d'euros, il a été vendu par Botafogo FR à Nottingham Forest pour 12 millions d'euros, soit environ 76 millions de réaux au taux de change actuel.

### En sélection
Avec les moins de 20 ans, il participe au Championnat de la CONMEBOL en 2025 au Venezuela. Il joue 8 matchs pendant ce tournoi et le Brésil remporte le titre.

## Palmarès
- Vainqueur du championnat du Brésil de deuxième division en  : 2024
- Vainqueur du Championnat de la CONMEBOL des moins de 20 ans en 2025